# Jeep Willys MB
Willys MB a Ford GPW, oba s formálním názvem U.S. Army Truck, 1⁄4-ton, 4×4, Command Reconnaissance běžně známý jako Jeep Willys, Jeep nebo jeep (česky džíp) a někdy označovaný jako G503, bylo velmi úspěšné americké offroadové lehké vojenské užitkové vozidlo vyráběné ve velkých počtech podle standardizované konstrukce pro USA a další spojenecké síly za druhé světové války mezi lety 1941 až 1945.
Džíp se stal hlavním lehkým kolovým dopravním prostředkem americké armády a jejích spojenců, kdy jej prezident Eisenhower jednou nazval „jednou ze tří rozhodujících zbraní, které USA během druhé světové války měly.“ Šlo o první sériově vyráběný vůz s pohonem všech čtyř kol na světě. Vzniklo asi 650 000 kusů, což představuje čtvrtinu z celkové produkce amerických nebojových motorových vozidel vyrobených za války a téměř dvě třetiny z 988 000 vyrobených lehkých vozidel s pohonem čtyř kol, počítaných společně se sérií vozů Dodge WC. Americkým spojencům, v té době i SSSR, bylo poskytnuto velké množství džípů - kromě velkého množství nákladních automobilů o nosnosti 11⁄2- and 21⁄2- tuny bylo během druhé světové války Rusku poskytnuto přibližně 50 000 džípů a 25 000 3⁄4 tunových - více než celková výroba německých obdobných vozidel Kübelwagen a obojživelných Schwimmwagen.
Džíp byl považován za tak cenný vůz, že generál Eisenhower napsal, že většina vyšších důstojníků jej považovala za jedno z pěti nejdůležitějších kusů vybavení pro úspěch v Africe a Evropě. Navíc generál George Marshall nazval hranaté malé auto “Největším příspěvkem Ameriky k modernímu válčení.“ V roce 1991 byl džíp MB společností amerických strojních inženýrů označen za „mezník mezinárodního historického strojírenství “. Jeho název jeep se stal synonymem pro terénní automobil na celém světě a tento legendární vůz byl snad nejznámějším vozidlem druhé světové války.
Po válce původní džíp nadále sloužil za korejské války a dalších konfliktech, dokud nebyl modernizován ve formě typů M38 Willys MC a M38A1 Willys MD (v letech 1949 a 1952) a dočkal se kompletní modernizace a překonstruování u Fordu v podobě džípu M151 představeného v roce 1960. Jeho vliv však byl mnohem větší než to - výrobci po celém světě začali stavět džípy a podobné konstrukce, ať už na základě licence, či nikoli - nejprve primárně pro vojenské účely, později však i pro civilní trh. Willys označil „Jeep“ za ochrannou známku, model MB přeměnil v civilní modely Jeep CJ a Jeep se stal svou vlastní značkou. Jeep Willys z roku 1945 byl prvním sériově vyráběným civilním automobilem s pohonem všech kol na světě.

## Vývoj a služba
V třicátých letech prováděly různé země světa vývoj terénního automobilu, který by se stal všestranným vozidlem pro vojenské účely. V USA byl roku 1938 dokončen stroj tohoto typu, který vyrobila firma American Bantam, ale který se nedočkal ohlasu. Po vypuknutí války v Evropě roku 1939 se postoj amerických úřadů změnil a v červenci roku 1940 byla vyhlášena soutěž o armádní zakázku. Technické specifikace však byly velmi přísné, takže se do soutěže přihlásily pouze tři firmy: American Bantam, Willys-Overland a Ford Motors. Společnost American Bantam se svým vozem Bantam BRC-40 splnila sice zakázku nejdříve, ovšem nesplňovala hmotnostní limit. Přesto jí byla přidělena státní zakázka na sedmdesát kusů. Vývoj dále pokračoval i v obou neúspěšných firmách, které se začaly předhánět v technických parametrech. Vzhledem k tomu, že Pentagon dospěl k názoru, že by stejně jedna továrna nestačila z kapacitních důvodů dodat potřebný počet automobilů, zadal každé ze tří společností zakázku na 1500 kusů. Postupem času se však ukázalo, že je třeba, aby vozy byly standardizovány a tudíž aby je vyráběl pouze jeden výrobce. Proto byla v polovině roku 1941 vyhlášena nová soutěž, při které došlo díky podobné kvalitě vozů nakonec k tomu, že rozhodujícím kritériem se stala cena. Vyhrála ji nakonec společnost Willys-Overland, která nabídla svůj Jeep Willys MB za 739 dolarů. Ihned byla zadána armádní zakázka na 16 tisíc kusů vozidel. Ale ani konkurenční společnosti nepřišly zkrátka, protože se jim podařilo získat zakázky od Sovětského svazu a Velké Británie, kam bylo dodáno 2 675 vozů Bantam 40 BRC, 3 650 vozů Ford GP a 1 500 vozidel Jeep Willys. Na podzim roku 1941 se ukázalo, že firma Willys-Overland nebude stačit sama dodat potřebný počet kusů, který navíc narůstal o další zakázky Američanů i jejich spojenců, a tak byla zadána výroba Willysů konkurenční firmě Ford Motors, která je vyráběla pod označením Ford GPW (General Purpose Willys). Džípy byly v průběhu války neustále modernizovány a staly se velmi oblíbenými mezi americkými i spojeneckými vojáky. Po druhé světové válce se začaly Jeepy Willys prodávat i pro civilní účely. Automobil se stal základem pro nové typy džípů.

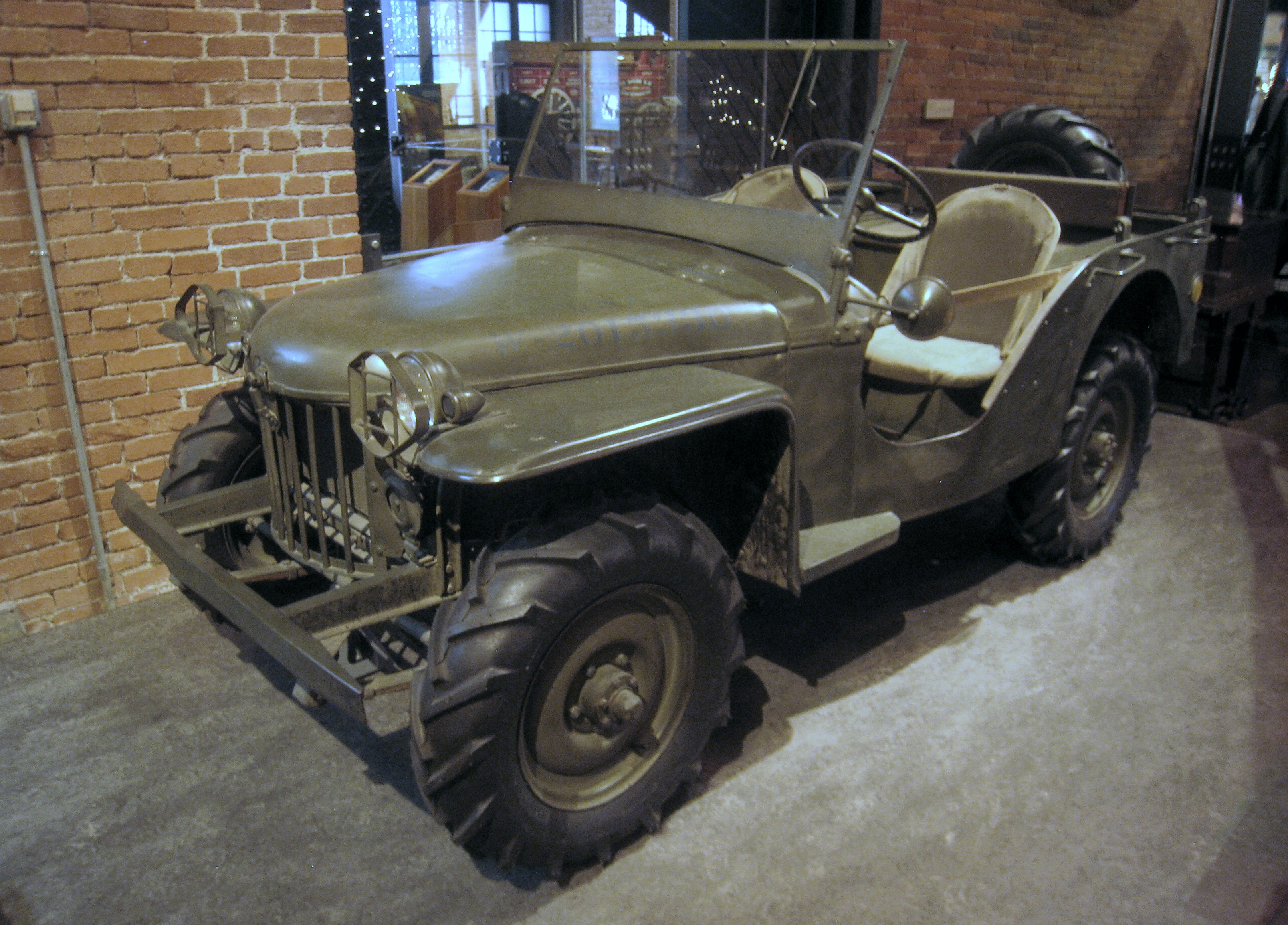
Pilotní vůz 1940 Mk II Bantam (BRC-60)
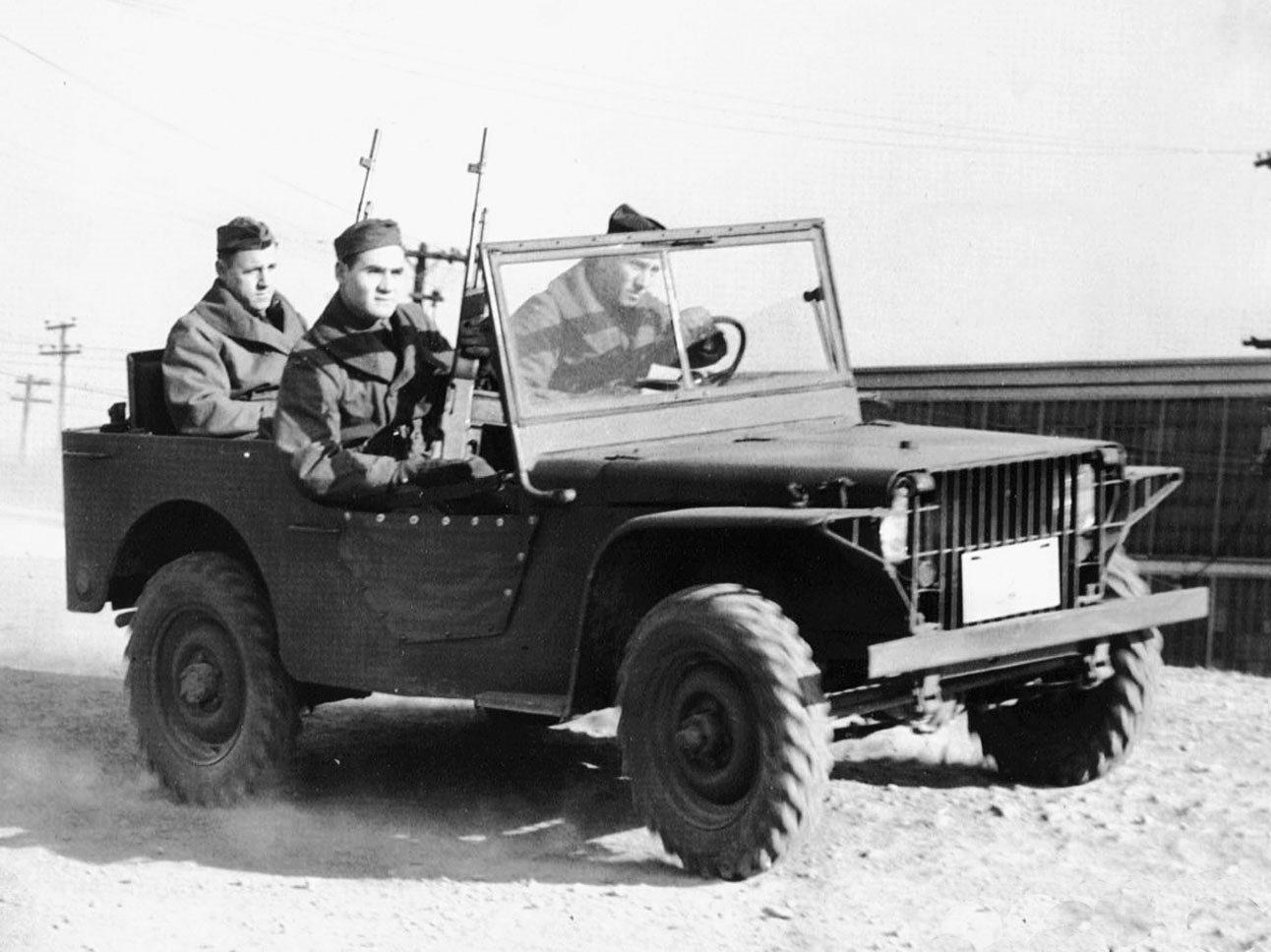
Pilotní džíp Ford "Pygmy" (konec roku 1940)
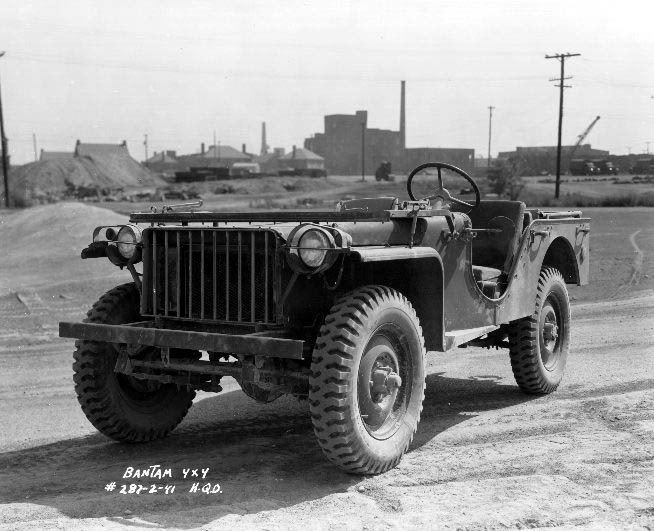
Předprodukční model Bantam (BRC 40)
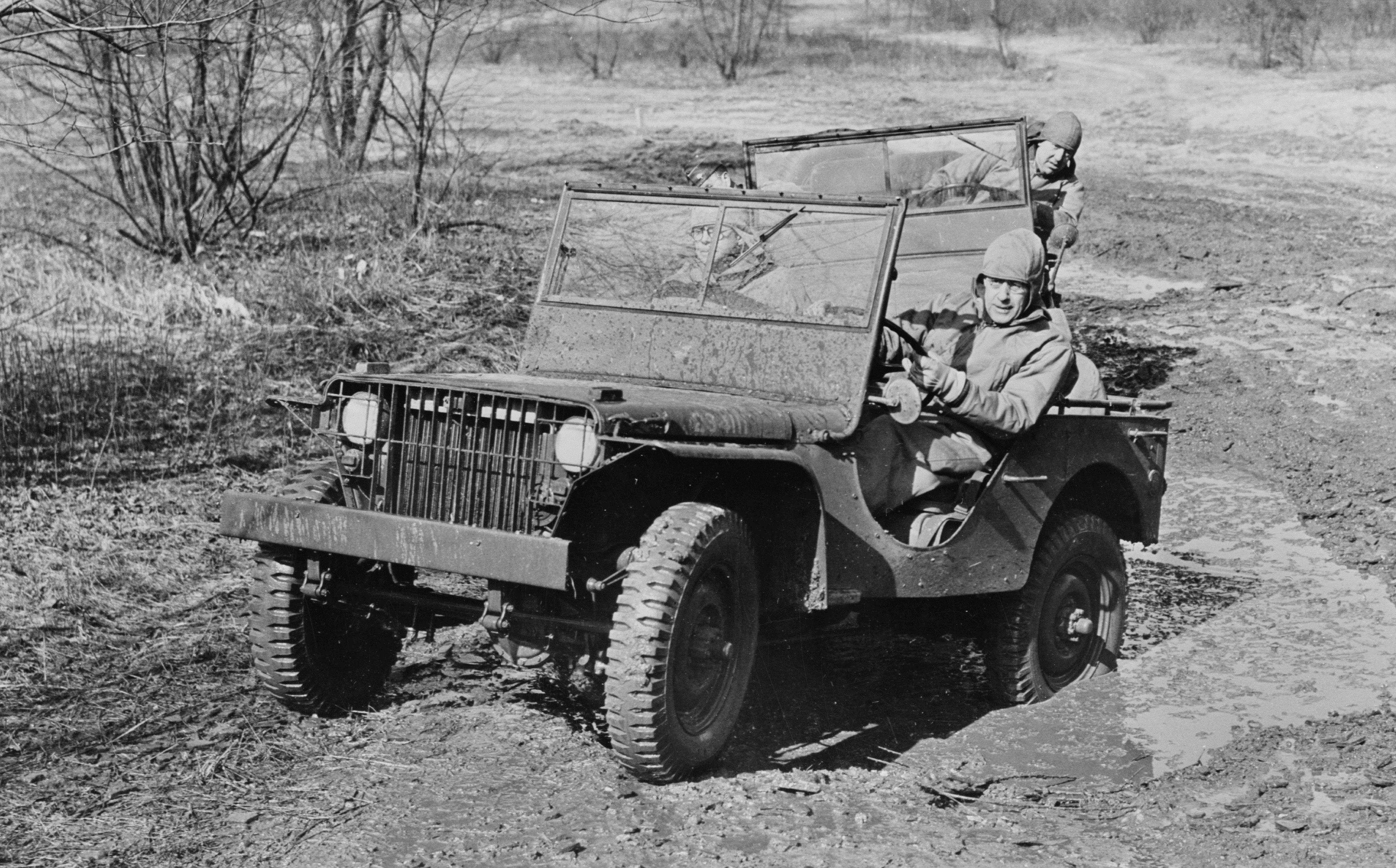
Předprodukční Ford GP
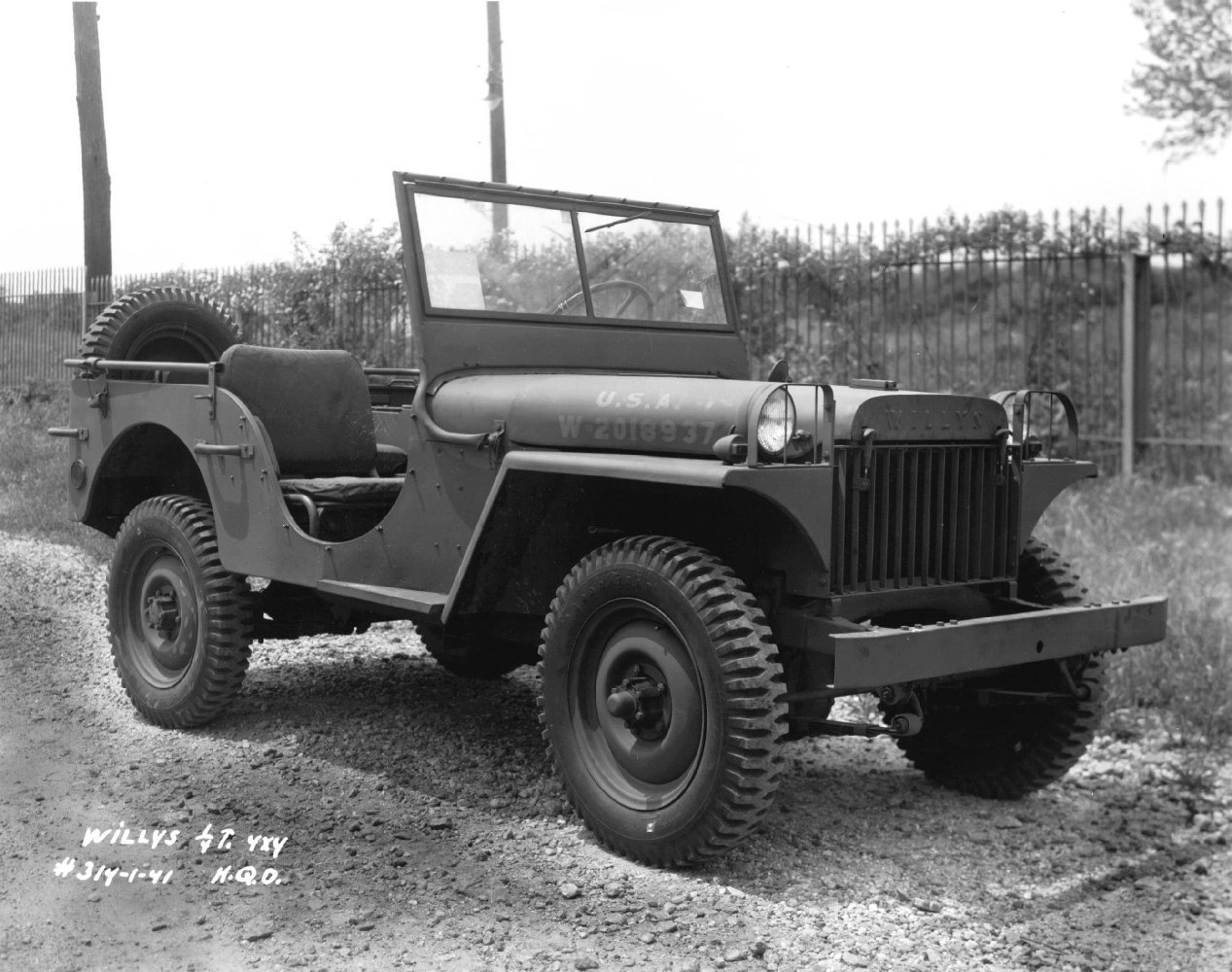
Předprodukční model Willys MA
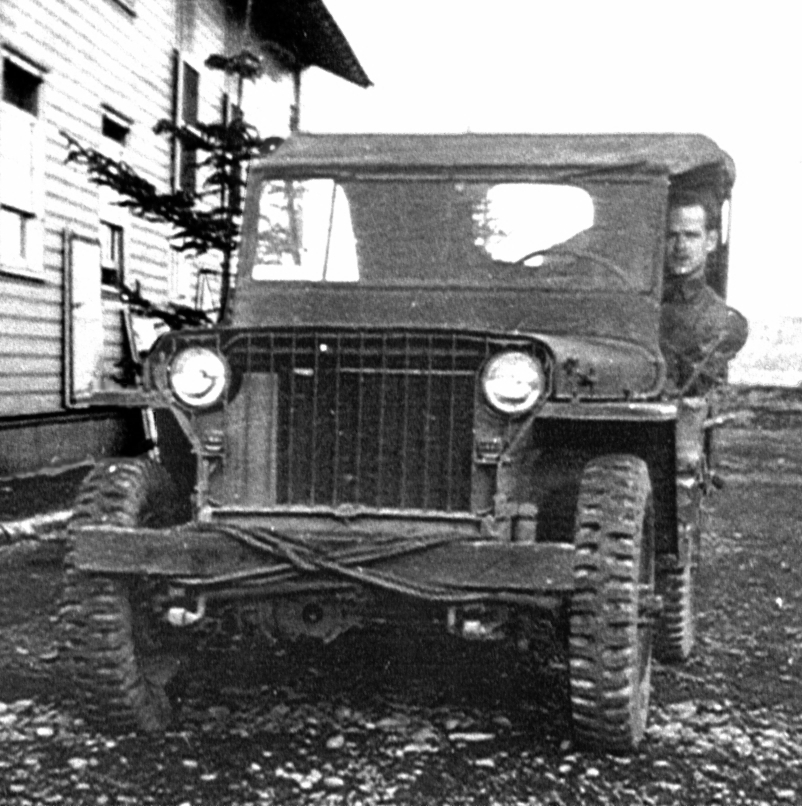
Raný Willys MB s lamelovou maskou na Aljašce; dobové foto
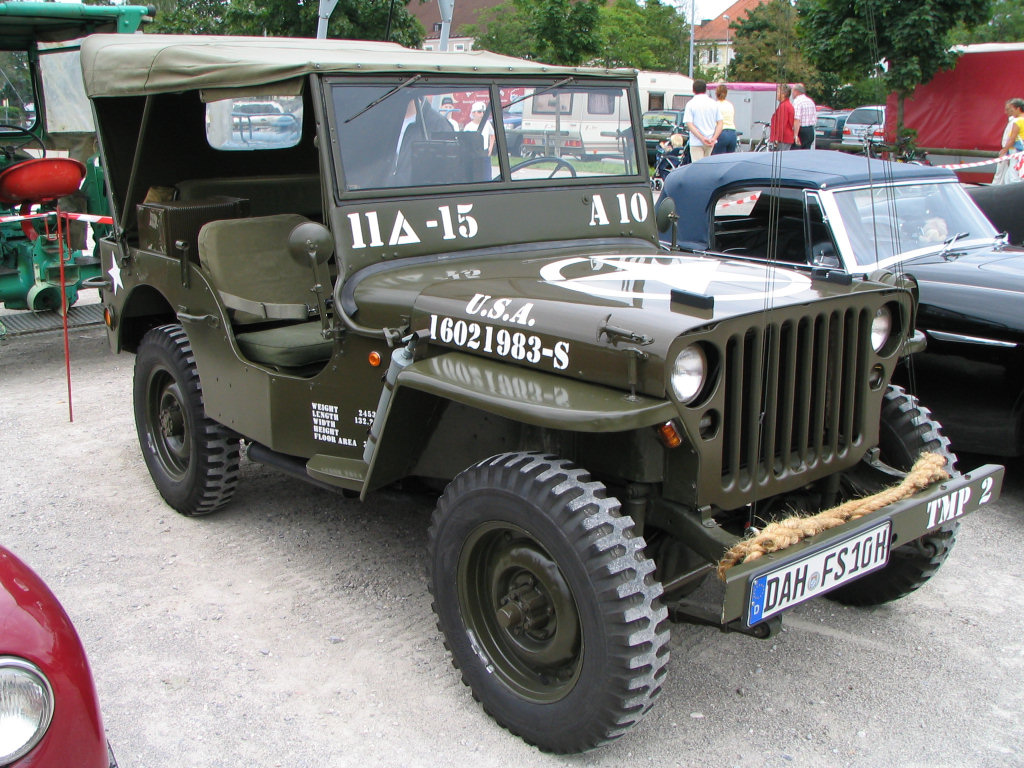
Jeep v hnědé fádní barvě a plachtou
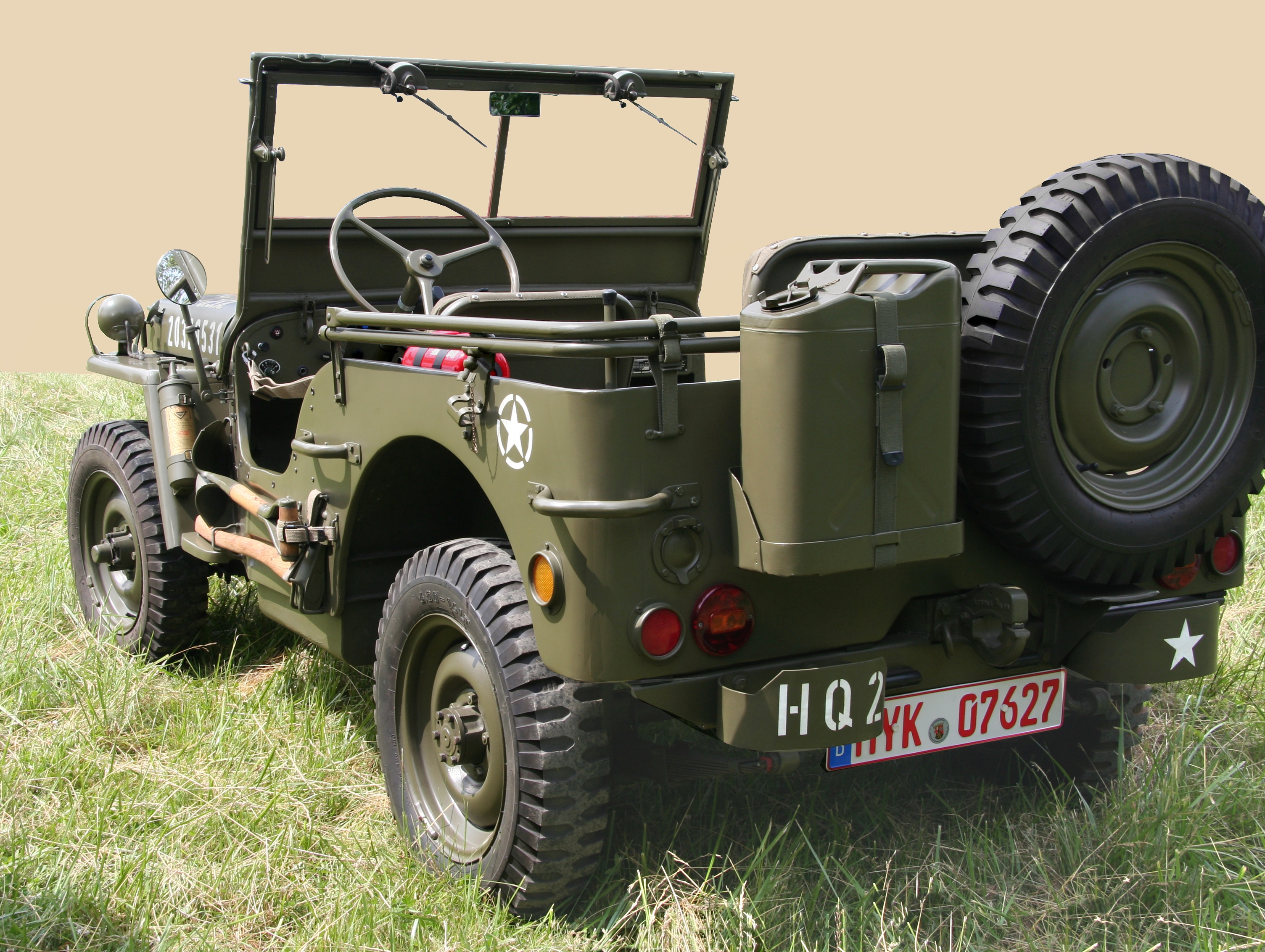
Willys MB, levá zadní čtvrtina, s kanystrem a rezervou
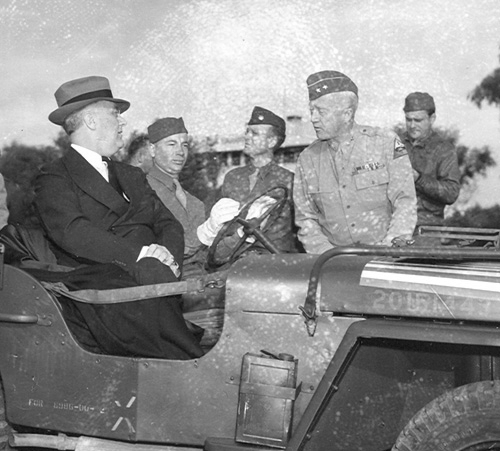
Franklin Roosevelt při setkání s Georgem Pattonem v džípu v Casablance, francouzské Maroko, 1943
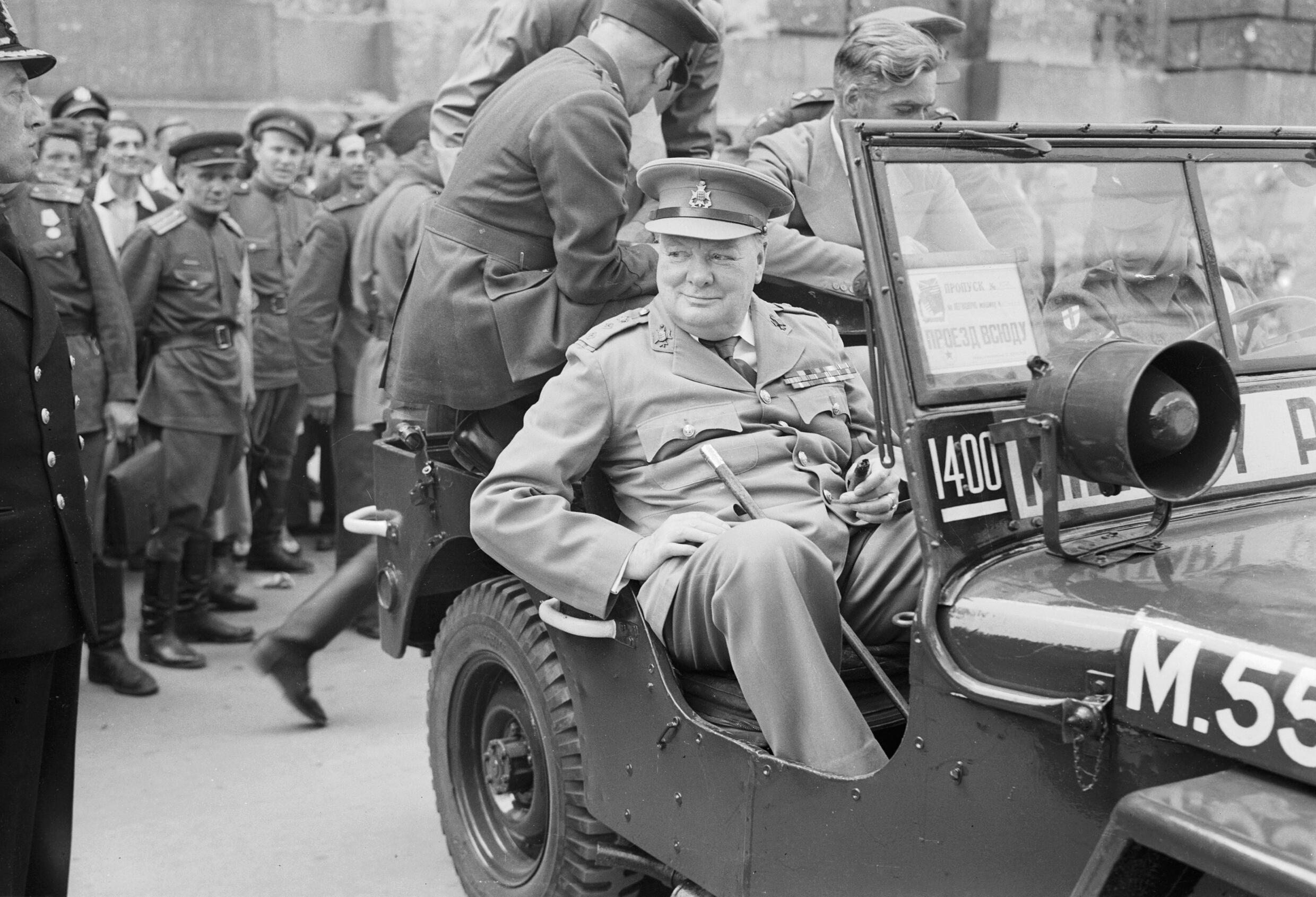
Winston Churchill v džípu u německého říšského sněmu při prohlídce ruin Berlína, 16. července 1945
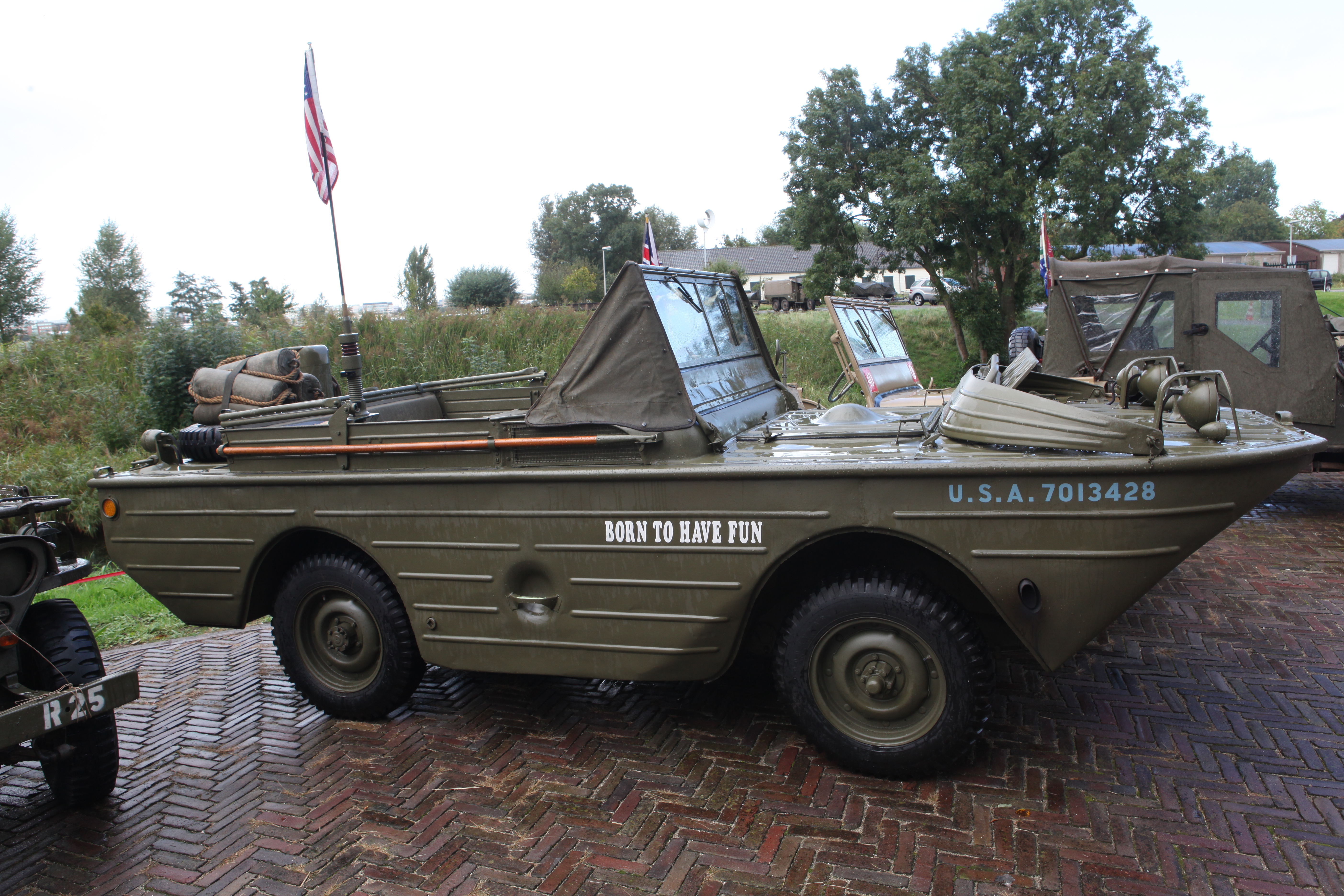
Obojživelný vůz Ford GPA. U západních sil se příliš neujal, ale v SSSR byl přijat dobře
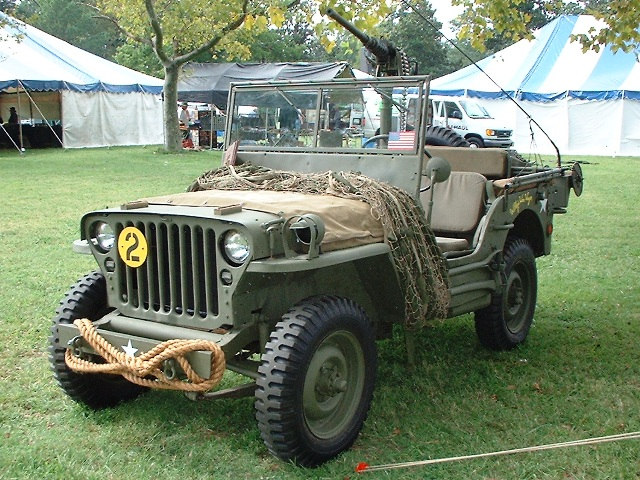
Americký Willys MB v muzeu ve Virginii
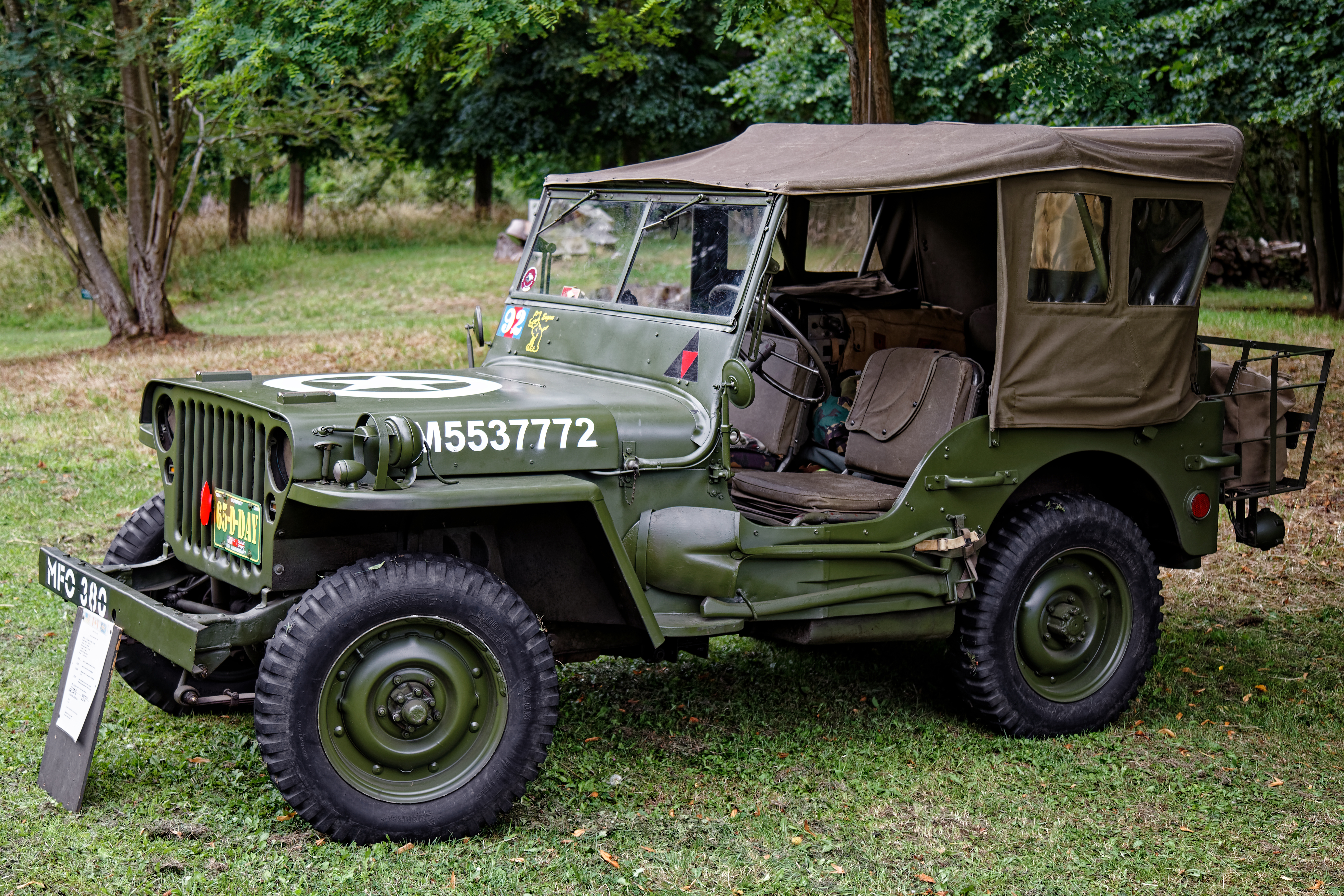
Britský džíp v Easton Lodge Gardens z roku 1943. Viz zadní nosič a boční strany přidané k plachtě.
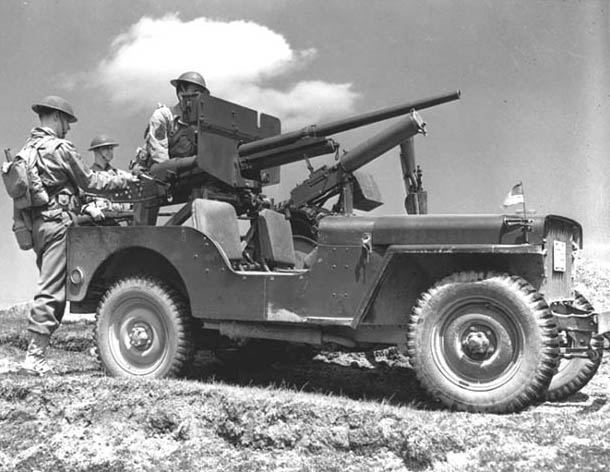
Jeep Willys MB s 37mm protitankovým dělem M3 a kulometem Browning M1917A1
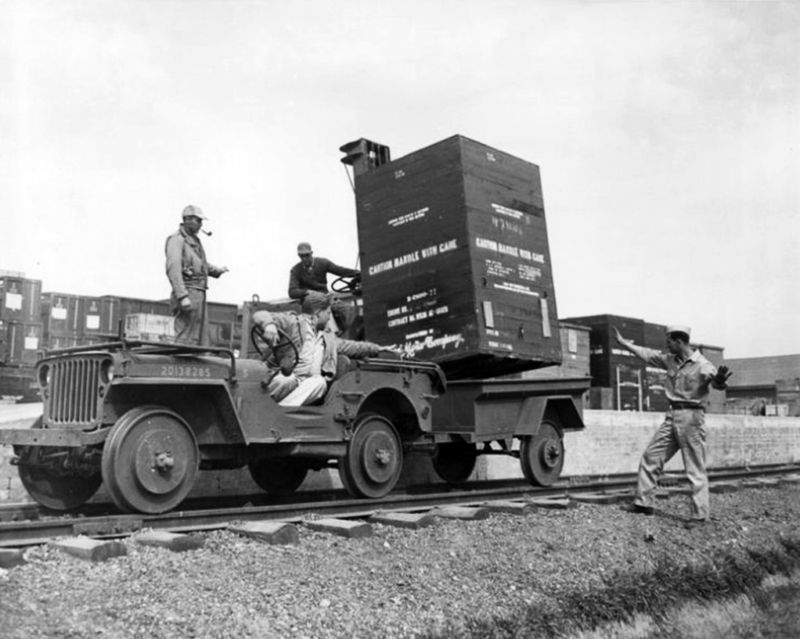
Železniční džíp v Austrálii, 1943
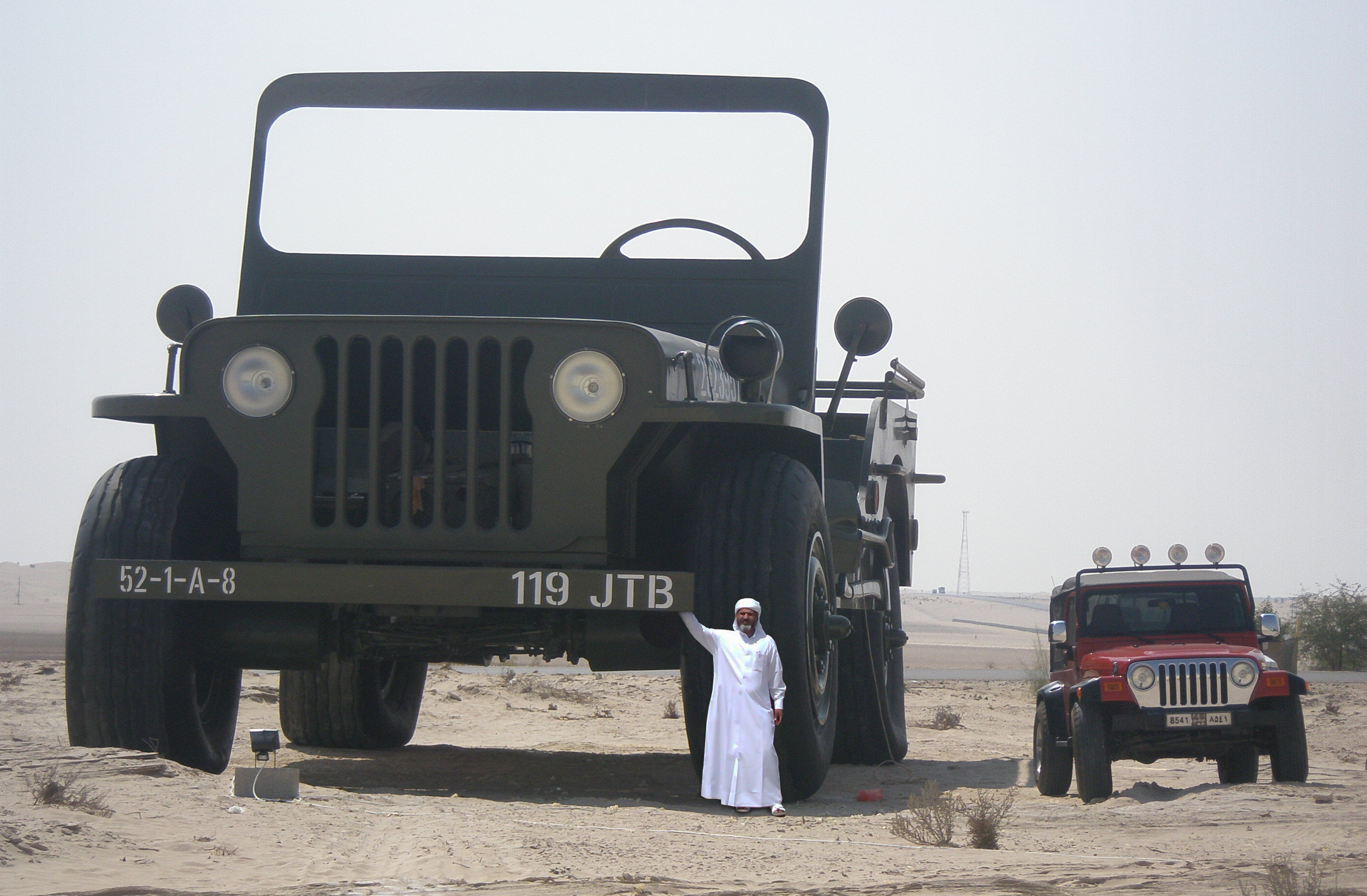
Šejch Hamad bin Hamdan Al Nahjan s největším Willysem (měřítko 4/1)
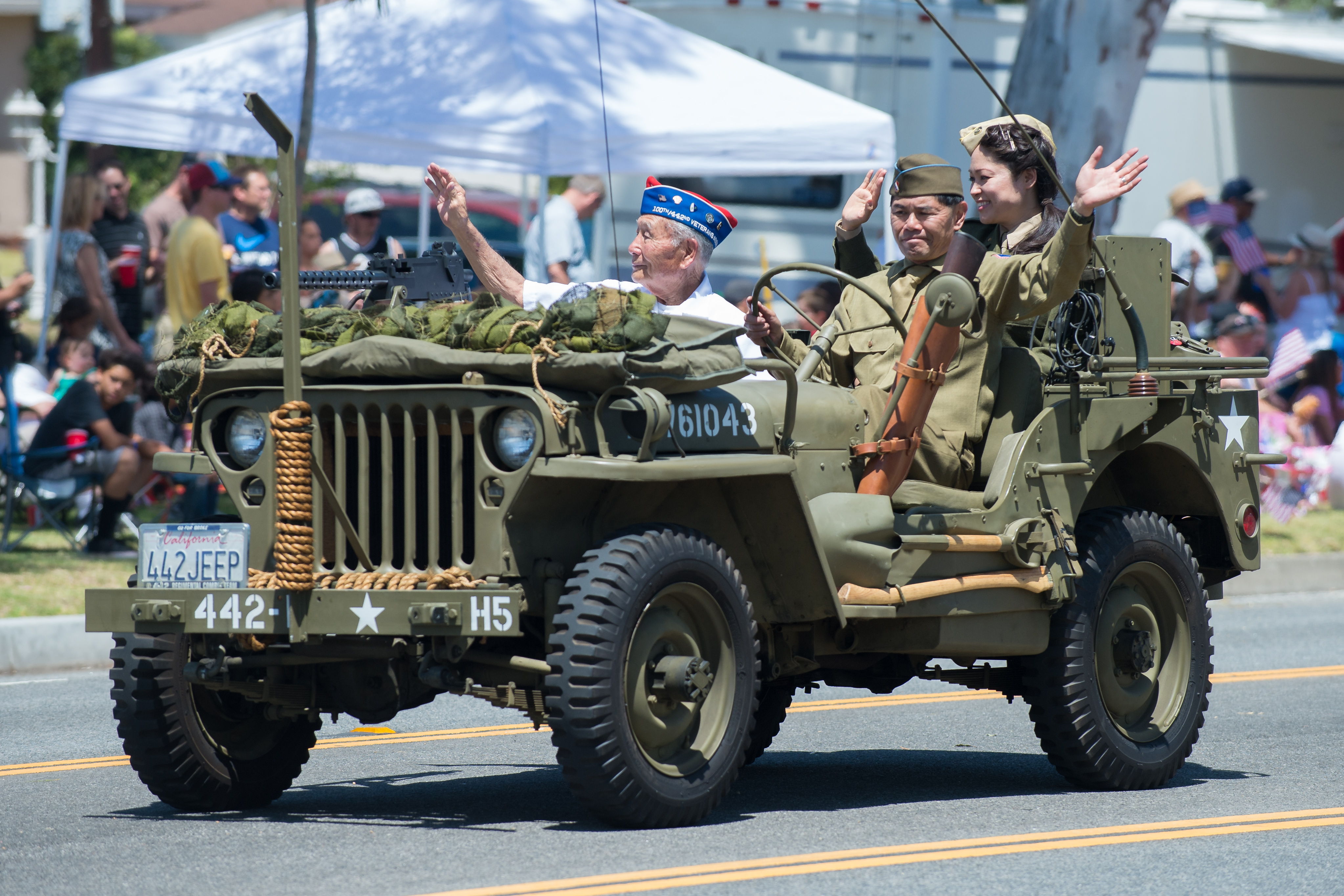
Japonskoameričtí druhováleční veteráni v džípu na pamětní přehlídce

## Technické údaje
- Typ: terénní osobní vůz s náhonem kol 4 x 4
- Pohon: motor Willys 442, zážehový vodou chlazený řadový 4válec 2 199 cm³; rozvody L; komprese 6,5:1
- Výkon: 60 k při 3 600 ot/min
- Převodovka: 3 rychlosti vpřed, 1 vzad, redukční převodovka; jednokotoučová suchá spojka; bezuzávěrový diferenciál
- Náhon: 4 x 4 (přední vypínatelný)
- Brzdy: hydraulické
- Podvozek: tuhé nápravy, odpružení na listových perech
- Karosérie: rámová otevřená
- Délka 3,36 m
- Šířka: 1,57 m
- Výška s nasazenou střechou: 1,77 m
- Rozvor 203 cm
- Rozchod kol 123 cm
- Světlá výška 22 cm
- Pneumatiky: 6,00 - 16
- Hmotnost: 1045 kg
- Dovolené zatížení: 360 kg
- Maximální rychlost na silnici: 105 km/h
- Výrobce: Willys-Overland / Ford Motor Company
- Výroba: 1941-1945; Willys v tomto období vyrobil 361 349 vozů MB a Ford 277 896 vozů GPW